# Boteni (okręg Kluż)
Boteni – wieś w Rumunii, w okręgu Kluż, w gminie Mociu. W 2011 roku liczyła 233 mieszkańców.